# فونیکه سی
فونیکه سی (به انگلیسی: Founéké Sy؛ ۲۱ ژوئیه ۱۹۸۶ – ۴ آوریل ۲۰۲۰) یک بازیکن فوتبال اهل کشور مالی بود.
او در تیم‌های صنعت نفت آبادان، ایران جوان بوشهر و نساجی مازندران بازی کرده‌است.
او در زمان حضور در باشگاه فوتبال صنعت نفت آبادان و در مسابقه صنعت نفت آبادان ۴-۲ پرسپولیس تهران در چهارچوب لیگ برتر خلیج فارس ۹۱–۱۳۹۰ توانست طی ۳۲ دقیقا برابر این تیم تهرانی هت تریک کند.

## سابقه ورزشی
او فوتبال را از لیگ باشگاهی کشور مالی آغاز کرد. پس از پیوستن به تیم نساجی مازندران راهی ایرانجوان بوشهر شد. از سال ۲۰۱۱–۲۰۱۲ به باشگاه فوتبال صنعت نفت آبادان پیوست. او در ۳۲ بازی خود برای نفت آبادان ۲۰ گل نیز بثمر رسانید؛ وی همچنین در جریان مسابقه صنعت نفت آبادان ۴-۲ پرسپولیس تهران در آبادان توانست طی ۳۲ دقیقه هت تریک کند و در لیگ فوتبال ایران عنوان دومین گلزن برتر سال را از آن خود کرد. او در ۴ آوریل ۲۰۲۰ در یک تصادف رانندگی درگذشت.

## فوتبال ملی
گفته شده که فونیکه سابقه بازیهای ملی را نیز دارد و در رقابت‌های مقدماتی جام جهانی ۲۰۱۰ با پیراهن تیم ملی فوتبال مالی نخستین بازی ملی‌اش را برابر سودان به انجام رسانده که طبق آمار فیفا در این بازی بازیکنی با این نام حتی بین بازیکنان ذخیره هم وجود نداشت.